# Snowy love
「snowy love」（スノーウィ・ラヴ）は、日本の歌手・長瀬実夕の2作目のシングル。

## 概要
- 前作「Just 4 your Luv」から2週間後に発売されたシングル。
- 表題曲はニベア花王『8×4パウダースプレー』のCMソングに起用された。
- オリコン初登場10位を獲得。ソロとしては初のトップ10入りを果たした。

## 収録曲
1. snowy love
作詞：長瀬実夕
作曲：渡邊崇尉
編曲：村山晋一郎
2. 2 of us
作詞：長瀬実夕
作曲・編曲：村山晋一郎
3. snowy love -instrumental-
作曲：渡邊崇尉
編曲：村山晋一郎
表題曲のインストゥルメンタル。

## タイアップ
- ニベア花王『8×4パウダースプレー』CMソング (#1)